# Bab El Oued
Bab El Oued (en arabe : باب الواد bab al-wad ; « porte de la Rivière », en berbère : ⴱⴰⴱ ⵍⵡⴰⴷ bab l-wad) est une commune de la wilaya d'Alger en Algérie, mais aussi un quartier populaire de la ville historique d'Alger, situé sur la façade maritime nord de la ville et où vivent 100 000 personnes. Célèbre par sa place des Trois-Horloges et par son marché Triolet, elle possède de nombreux ateliers et manufactures.

## Géographie

### Situation
La commune de Bab El Oued est située au nord de la wilaya d'Alger. Elle est délimitée au nord-est par le front de mer (boulevard Mira), à l'ouest par la commune de Bologhine et la colline de Bainem, au sud-ouest par la commune de Oued Koriche (Frais-Vallon) et à l'est par la Casbah. Située en contrebas de la colline de Bouzareah.
| Bologhine    | Mer Méditerranée     | Mer Méditerranée |
| Oued Koriche | Bab El Oued          | Casbah           |
| Oued Koriche | Oued Koriche, Casbah | Casbah           |

### Hydrographie
Bab El Oued est traversée par Oued Atoun (ou: Oued Mkacel).

### Routes
La commune de Bab El Oued est desservie par plusieurs routes nationales:
- Route nationale 11 : RN11 (route d'Oran).

## Histoire

### Époque ottomane
Bab El-Oued était l'une des portes de la ville d'Alger, ouvrant sur l'oued M'kacel qui s'écoule depuis les hauteurs de Bouzareah, à l'époque ottomane.

### Époque coloniale française

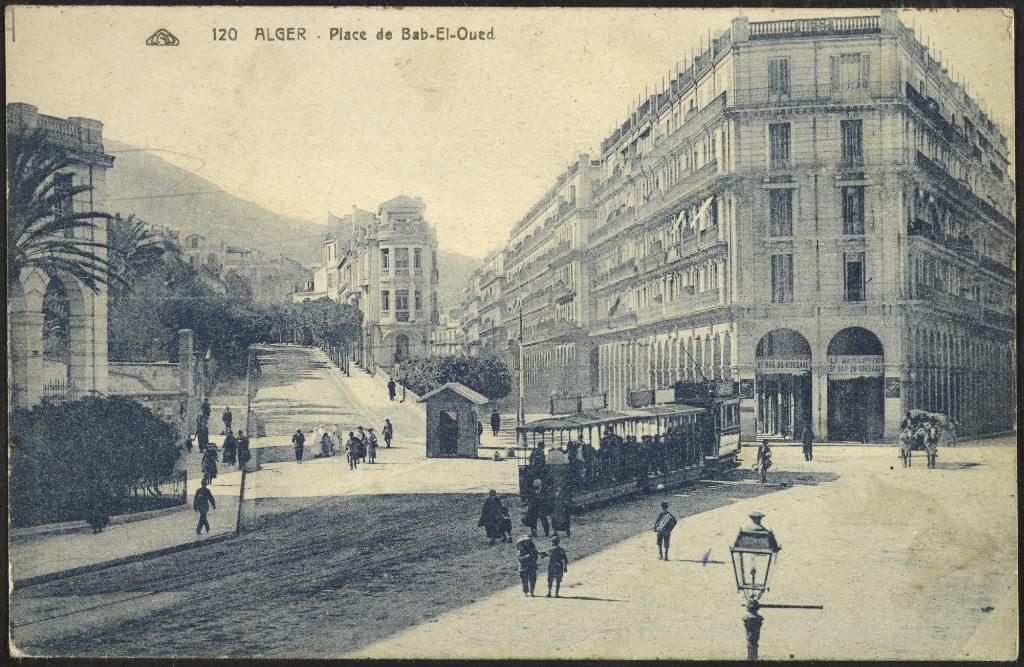
Place de Bab El Oued au XXe siècle.

Un quartier s'y développe à la suite de la colonisation française de 1830 se peuplant essentiellement d'émigrants français et autres européens, italiens en particulier, au cours de la deuxième partie du XIXe siècle. Ainsi, durant la période coloniale française, et jusqu'en 1962, Bab El Oued constitue le principal quartier européen de la ville. Ses habitants sont de condition modeste et proches du communisme (le seul député communiste d'Algérie, Pierre Fayet, est élu dans la circonscription de Bab El Oued), une situation qui va changer avec le déclenchement de la guerre d'Algérie. 

### Événements violents
En effet, alors que le Parti communiste algérien et Alger républicain se positionnent progressivement en faveur de l'indépendance algérienne, les habitants de Bab El Oued eux basculent dans l'anti-indépendantisme le plus extrême, au point de transformer leur quartier en bastion de la cause. C'est ainsi qu'après l'annonce de la signature des accords d'Evian, l'OAS (groupe terroriste anti-indépendantiste), déclare la zone interdite à l'armée française (chargée de faire appliquer le cessez-le-feu) et y abat six jeunes appelés du contigent en guise d'avertissement. En représailles, les gendarmes mobiles entament le siège du quartier le 23 mars 1962,. L'affrontement entre les forces de l'ordre et l'OAS est connu sous le nom de bataille de Bab El Oued. Au bout de trois jours de blocus, les habitants commencent à manquer de pain, de lait et de vivres frais. Pour tenter d'obtenir la levée du blocus, l'OAS organise donc une manifestation massive dans le centre d'Alger, qui se solde par un massacre.  
Bab El Oued, dont la population a été en grande partie renouvelée lors de l'indépendance, est le théâtre en octobre 1988 d'événements meurtriers à la suite d'émeutes qui enflamment le quartier et se généralisent au pays. Les forces de l'ordre ouvrent le feu, faisant plusieurs dizaines de victimes souvent très jeunes.
Le 10 novembre 2001, à la suite de pluies diluviennes, des torrents de boue engloutissent de nombreuses habitations ainsi que la vaste place du marché Triolet, faisant plus de 700 victimes et laissant en à peine trois heures un quartier ravagé.

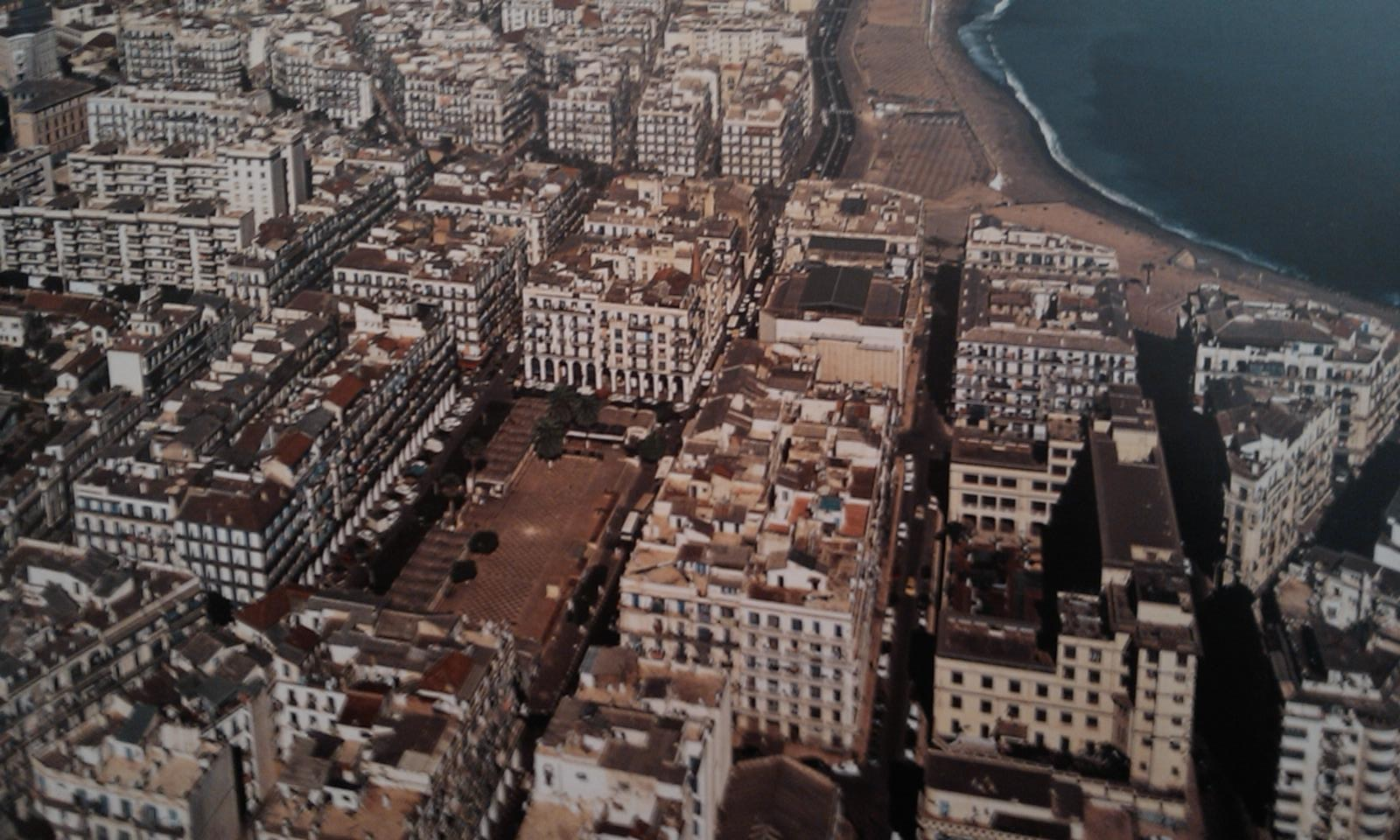
Bab El Oued vue du ciel.
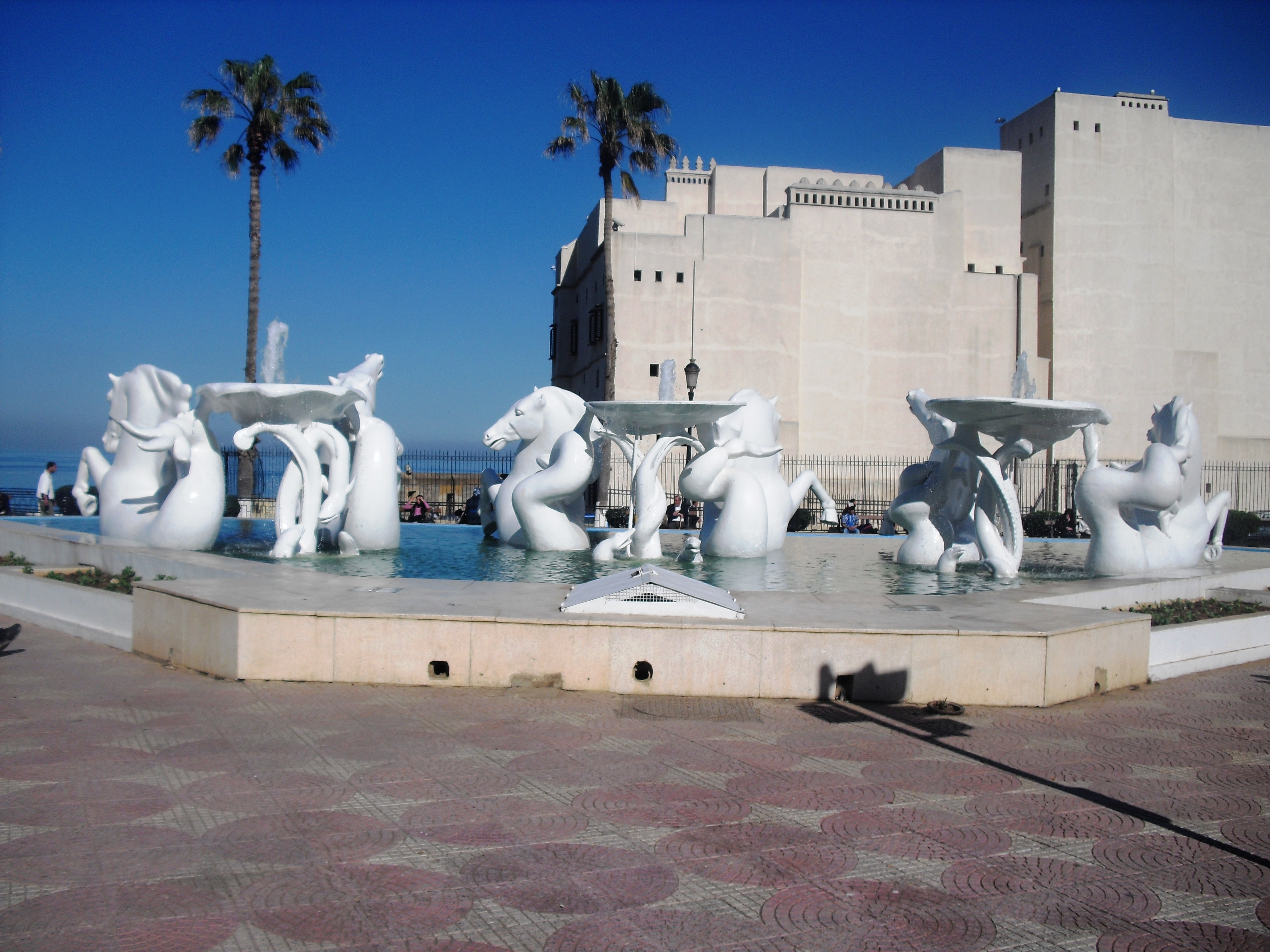
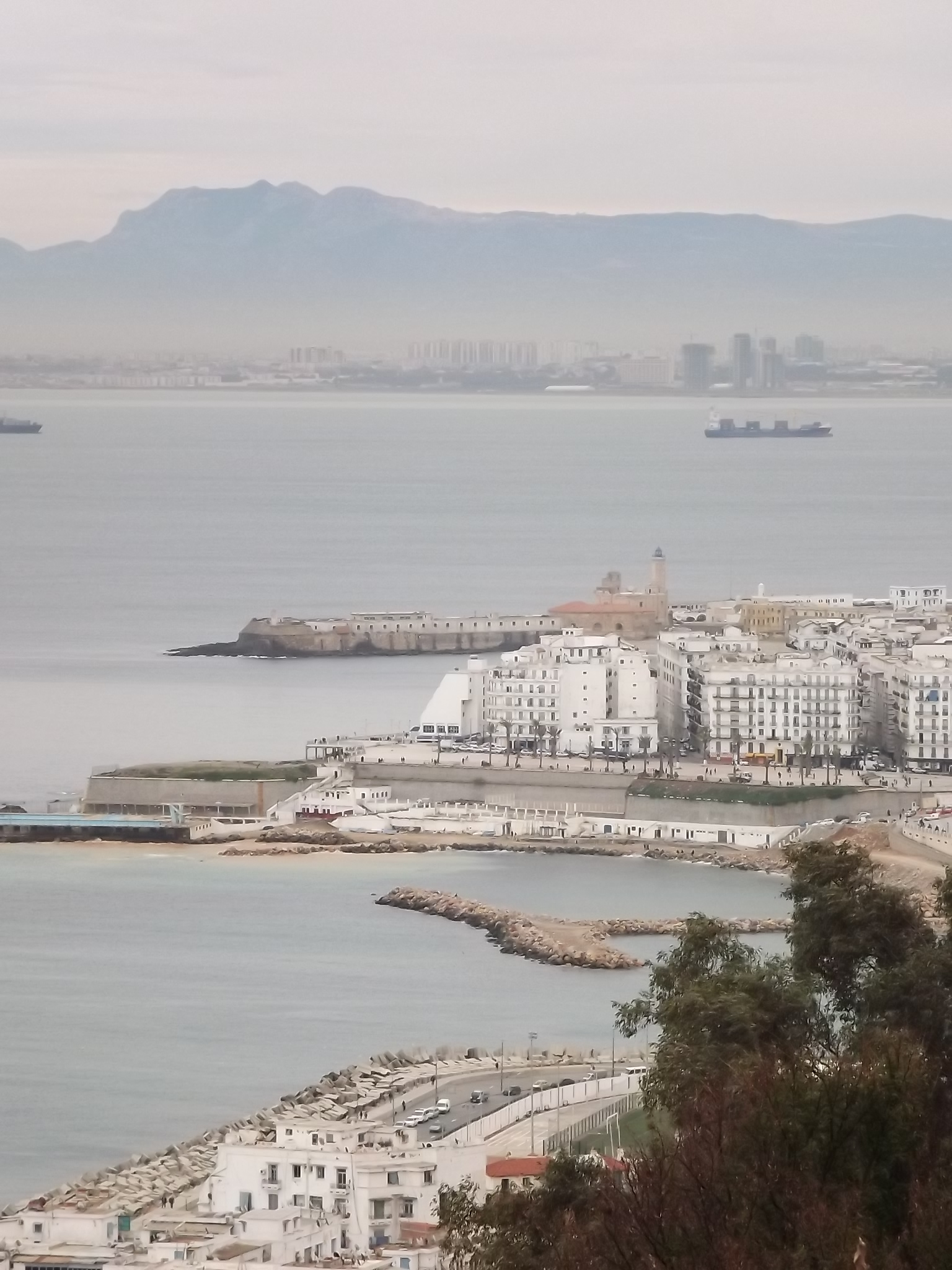
Bab-El-Oued et la baie d'Alger vus des hauteurs de Bologhine.

## Démographie
| 1987    | 1998   | 2000   | 2008   |
| ------- | ------ | ------ | ------ |
| 105 374 | 87 557 | 99 152 | 64 732 |

## Culture locale et patrimoine

### Patrimoine religieux
La commune de Bab El Oued compte plusieurs mosquées et des zawaya.

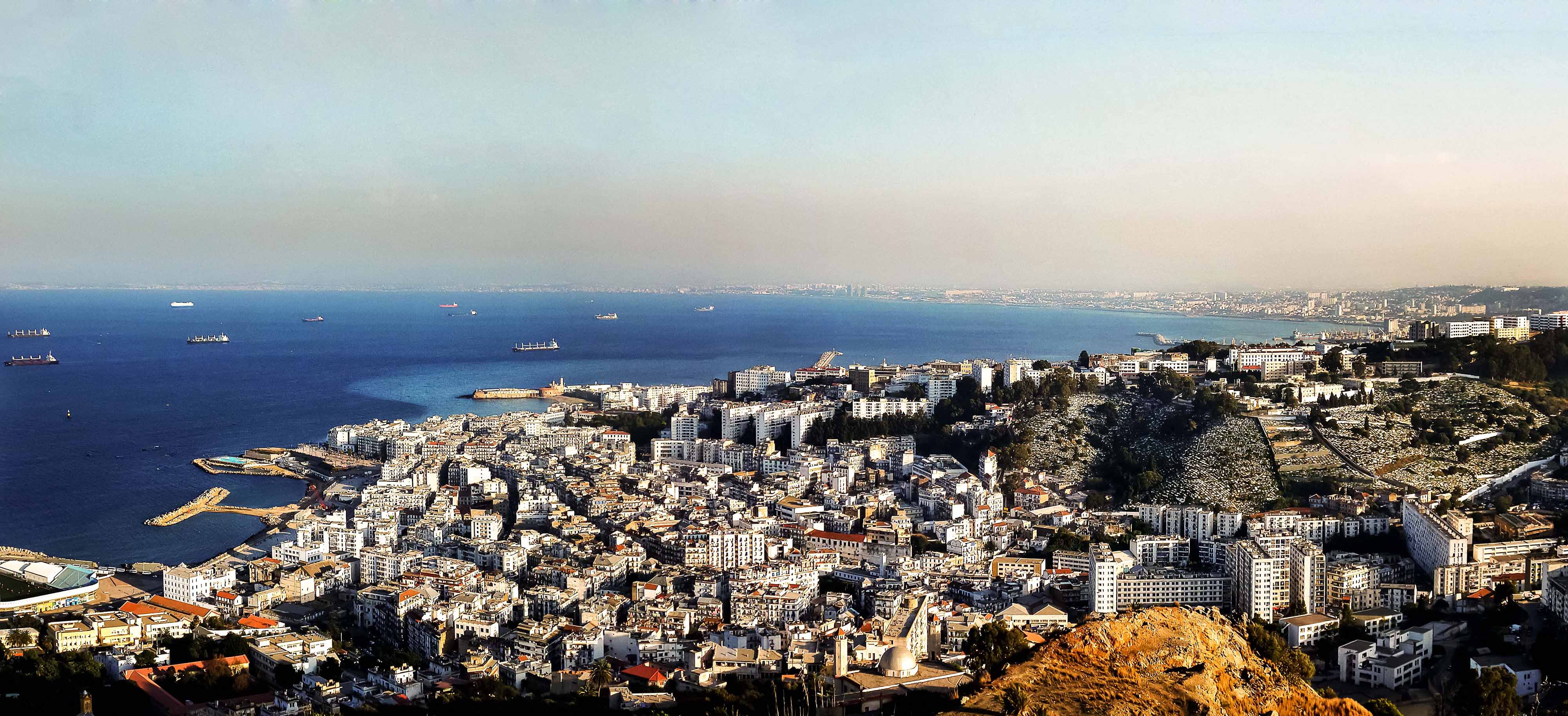
Zaouïa de Sidi Saâdi
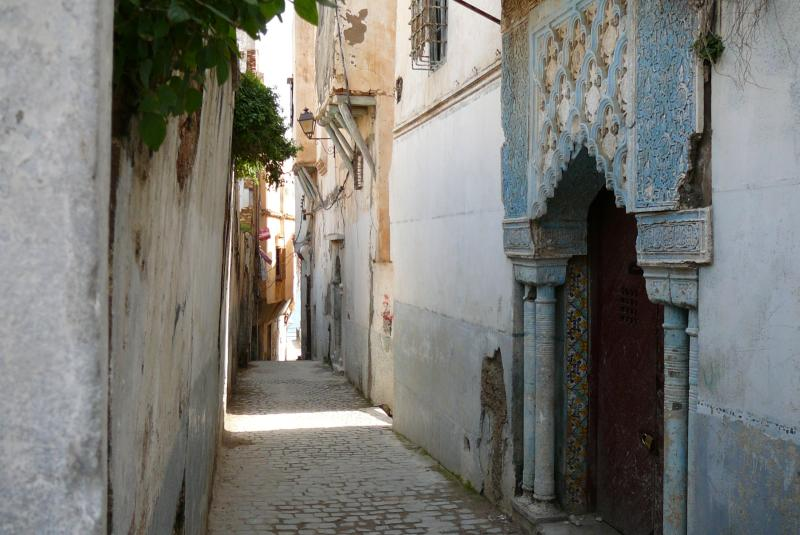
Zaouïa de Sidi Amar

### Patrimoine environnemental

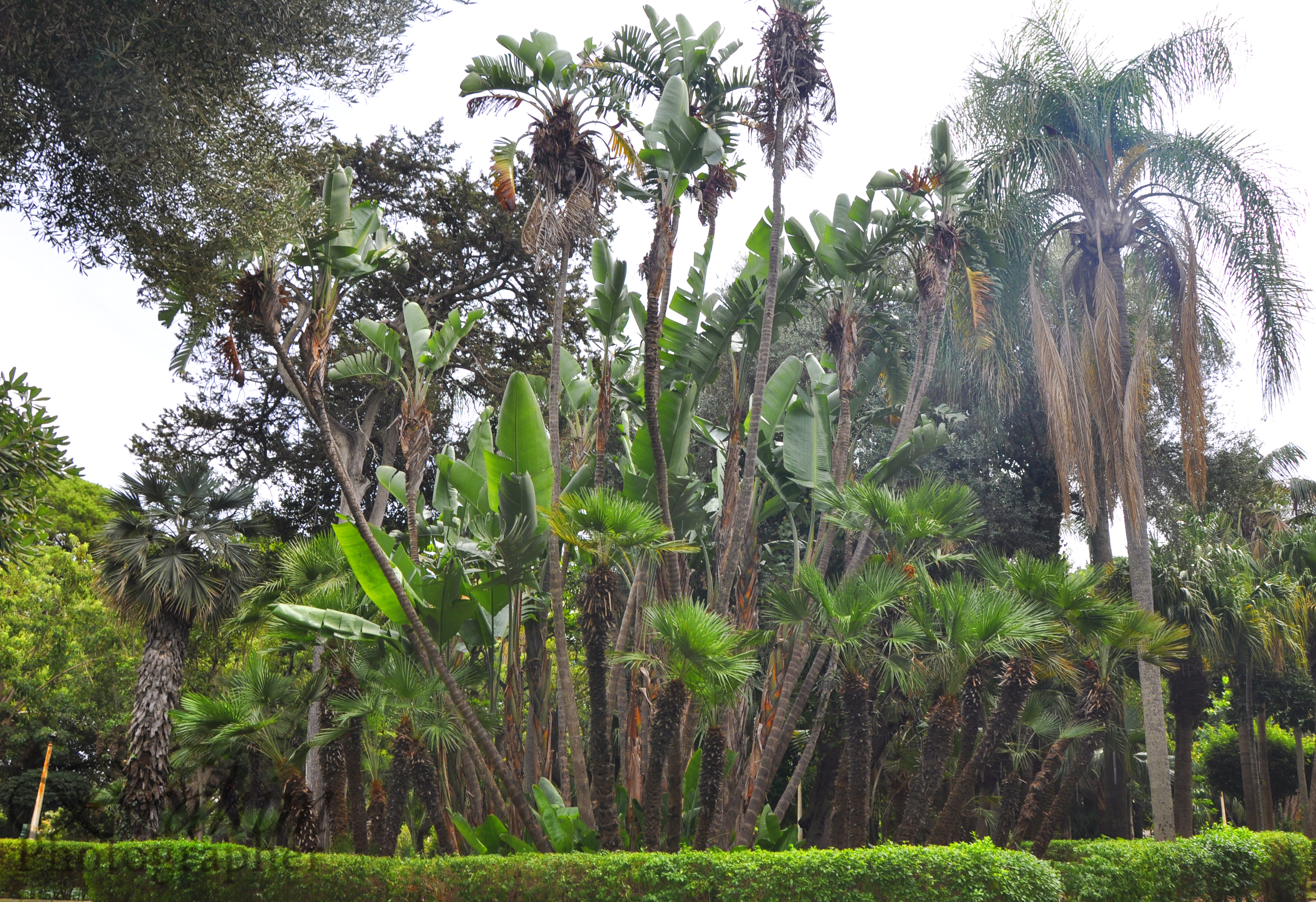
Le Jardin de Prague en 2018.

Le Jardin de Prague, ex-jardin Marengo est le premier jardin public d'Alger, créé en 1832. Il se situe entre les anciennes murailles ottomanes, et les anciennes murailles françaises.

## Bab El-Oued dans les arts et la culture

### Dans le cinéma
Le réalisateur algérien Merzak Allouache est l'auteur de trois films qui se déroulent dans ce quartier populaire : Bab El-Oued City, en 1994, Bab el web, en 2005, qui retrace un épisode de vie de deux jeunes de ce quartier et Les Terrasses (Es-stouh) sorti en 2013.

### Dans la langue française
Dans la langue française, l'expression « Bab El Oued » a servi, dans la deuxième moitié du XXe siècle, à  désigner un quartier de la ville du locuteur, de façon dépréciative, construit dans les années soixante pour loger les migrants maghrébins, les harkis ou même les rapatriés d'Algérie, les « pieds-noirs ». Dans le langage familier, l'expression Bab El Oued signifie un endroit éloigné à l'emplacement vague.

## Personnalités originaires de Bab El Oued
- Roland Bacri (1926-2014), humoriste français ;
- Jean-Pierre Vielfaure (1930-2015), peintre et graveur français ;
- Robert Castel (1933-2020), acteur et humoriste français ;
- Pierre Claverie (1938-1996), évêque catholique français ;
- Anne Loesch (1941), écrivaine française ;
- Gaby Charroux (1942-), homme politique français ;
- Fatiha Bisker (1947-), artiste peintre et journaliste algérienne ;
- Jean-Charles De Bono (1960), footballeur français ;
- Roland C. Wagner (1960-2012), écrivain et humoriste français ;
- Ali Idir (1966), judoka algérien ;
- Dida Diafat (1970), boxeur et acteur français ;
- Souad Massi (1972), chanteuse algérienne ;
- Rocé (1977), rappeur français ;
- Sofia Boutella (1982), actrice et danseuse franco-algérienne ;